# Corbeil-Cerf
Corbeil-Cerf település Franciaországban, Oise megyében. Lakosainak száma 332 fő (2022. január 1.). Corbeil-Cerf Laboissière-en-Thelle, Lormaison, Méru, La Drenne és Saint-Crépin-Ibouvillers községekkel határos.

## Népesség
A település népességének változása:
| Lakosok száma | 343  | 356  | 352  | 332  | 320  | 320  | 312  | 306  | 332  |
|               | 2013 | 2015 | 2016 | 2017 | 2018 | 2019 | 2020 | 2021 | 2022 |